# Nakajima Ki-44 Shoki
Истребитель И-2 (Бесогон) Сухопутных войск Императорской Японии  (яп.  Рикугун нисики сэнтоки/ Сёки/ Накадзима  Ки-ён-ён) (Истребитель Сухопутных войск образца Два (Бесогон)/ Ки. 44 конструкции Накадзима)) — одноместный цельнометаллический истребитель-перехватчик армейской авиации (АА) Сухопутных войск Японии. Условное обозначение ВВС союзников  Тодзё  ( Tojo ). Принят на вооружение авиации Сухопутных войск Императорской Японии и выпускался малой серией с 1942 г.

## История[2]

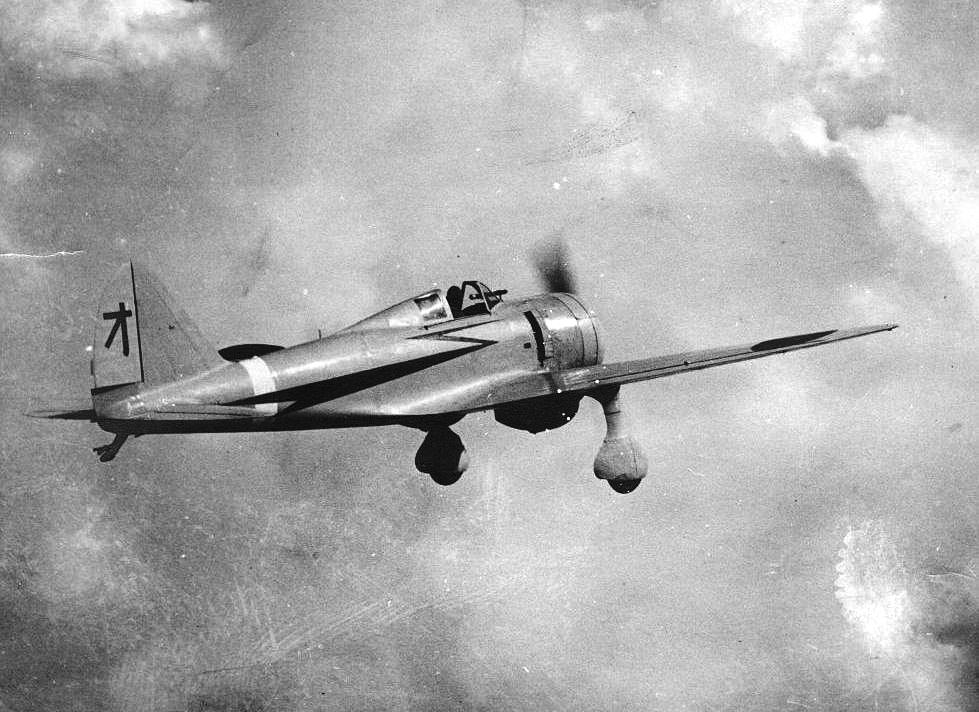
И-97
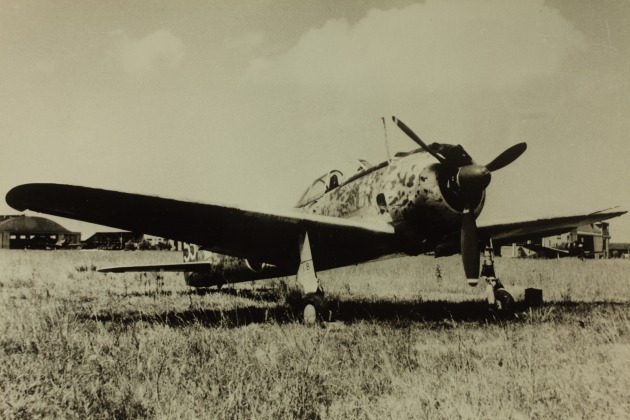
И-1

В 1937 г. на вооружение армейской авиации Сухопутных войск Императорской Японии был принят цельнометаллический фронтовой истребитель И-97 с выдающейся для монопланов маневренностью. Истребитель имел консервативную схему с неубирающимся шасси и мог лишь ограниченно соперничать с новейшими европейскими разработками Мессершмитт-109 и Спитфайр. В связи с этим Главное управление авиации Сухопутных войск начало проработку тактико-техническое задания на новую машину, постепенно придя к выводу, что совместить требования Сухопутных войск в одном истребителе не представляется возможным. Была разработана концепция одновременного применения трех типов машин: маневренного фронтового истребителя, одномоторного и двухмоторного перехватчиков ПВО. Разработка проектов по трем ТТЗ Сухопутных войск была поручена КБ авиазаводов Накадзима, Мицубиси и Кавасаки. И-2 стал первой машиной Сухопутных войск Императорской Японии, в которой горизонтальная маневренность принесена в жертву скорости полета, скороподъемности и скорости пикирования, что сближало концепцию истребителя с концепцией истребителей США и европейских государств. Тяжёлый И-2 не пользовался популярностью в армейской авиации, но ведущий конструктор в КБ Накадзима по теме маневренного истребителя И-1 Х. Итокава отмечал цельность идеи тяжёлой машины.

### Разработка
Выработка концепции тяжёлого одномоторного истребителя ПВО была достаточно сложной задачей для заказчика и предприятий промышленности. В основу требований к машинам легли тактико-технические данные истребителя Мессершмитт-109 конца 1930-х гг., но тяжёлому проекту отдавался меньший приоритет по сравнению с работами над фронтовым истребителем И-1. Проблему тяжёлого истребителя составило отсутствие в Императорской Японии двигателя жидкостного охлаждения, работы над которым были развернуты только в КБ Кавасаки. В КБ Накадзима было принято решение ориентироваться на собственный Д-41. Тяжёлый проект разработки коллектива под руководством Я. Коямы подвергался критике за несоответствие концепции маневренного боя. Потребность в тяжёлом истребителе проявилась только на Халхин-голе, где лёгкие И-97 несли потери в боях с тяжело вооружёнными и защищ'нными И-16 Поликарпова. На первоначальном этапе тяжёлый истребитель рассматривался в качестве подстраховочного при неудаче лёгкого проекта. Благодаря этому, конструктора получили возможность для применения в тяжёлом проекте новаторских для японского самолётостроения решений. Истребитель получил компактный цельнометаллический планер, вобравший все тенденции мирового самолётостроения: работающую обшивку крыла и фюзеляжа, убирающееся шасси, каплевидный фонарь и ВИШ-автомат. Коллектив решил задачу малозаметности, создав машину с меньшим, чем у И-97 и И-1, коротким крылом малой (15 кв. м.) площади с высокой (187,5 кг/ кв. м.) удельной нагрузкой. Для повышения несущих свойств применили боевые закрылки Фаулера, улучшившие взлётно-посадочные характеристики и боевую манёвренность. В качестве силовой установки был выбран двухрядный Д-41 большого диаметра. Впервые истребитель Сухопутных войск получил крыльевые крупнокалиберные пулемёты и синхронизированные винтовочного калибра. По результатам боев на Халхин-голе и на основе данных о новейших машинах США впервые было принято решение установить протектированные топливные баки, бронеспинку 13 мм, радиопередатчик и ПТБ.

### Испытания
Опытная машина была поднята в воздух осенью 1940 г. и показала хорошие лётные характеристики: 
- максимальная скорость 600 км/ч
- набор 5 км за 5 минут
- дальность полета до 1,2 тыс. км.

В связи с большим объёмом доработок силовой установки, лётные испытания затянулись. После доработок реальная скорость составила 580 км/ч на высоте 3,7 км, с худшей, чем у истребителя И-97, манёвренностью. При плохом обзоре на взлёте-посадке и высокой посадочной скорости машина показала высокую курсовую устойчивость при стрельбе. В 1941 г. были проведены сравнительные испытания опытного образца с перспективными истребителями Мессершмитт-109 и его японским аналогом Ки. 60. Ки. 44 одержал победу в большинстве учебных воздушных боев с участием лётчика-испытателя фирмы Мессершмитт В. Штёра [11]. Командованию Сухопутных войск Императорской Японии стало ясно, что новая машина способна вести бой на равных с последними разработками европейских КБ. Отношение строевых лётчиков к концепции тяжёлого истребителя оставалось скептическим. Сам В. Штёр после облета опытного образца Ки. 44 высказал высокую оценку лётных качеств машины. В сравнении с И-0 ВМС, опытный Ки. 44 имел лучшую скороподъёмность, но не имел преимущества в максимальной скорости из-за высокого лобового сопротивления. Для расширенных испытаний был построен четвёртый опытный образец, а летом 1941 г. — 6 предсерийных машин.

## Особенности конструкции

### Фюзеляж

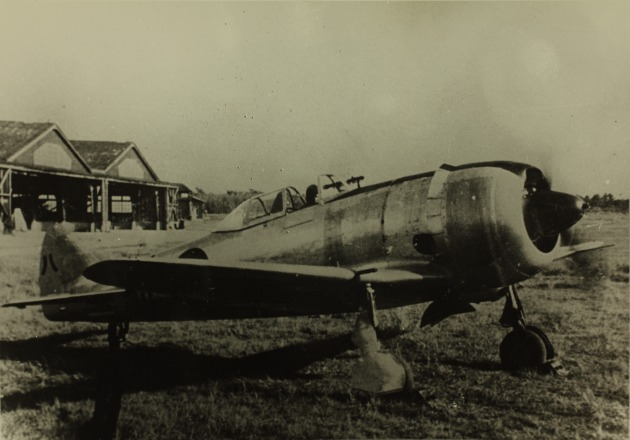
Серийный И-2 (1)
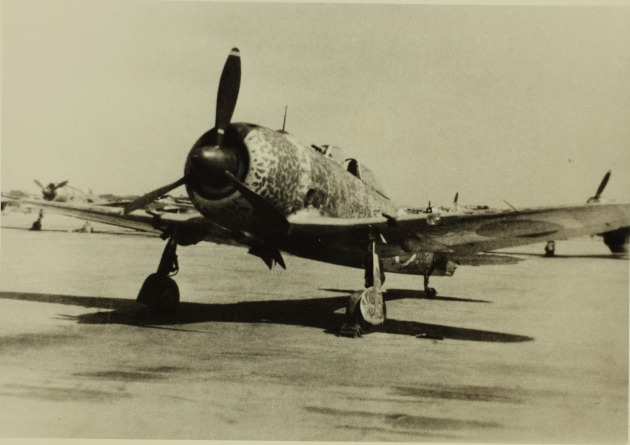
Серийный И-2 (2)
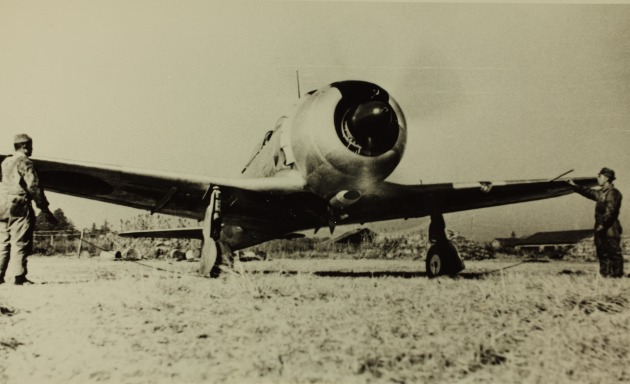
Серийный И-2 (3)
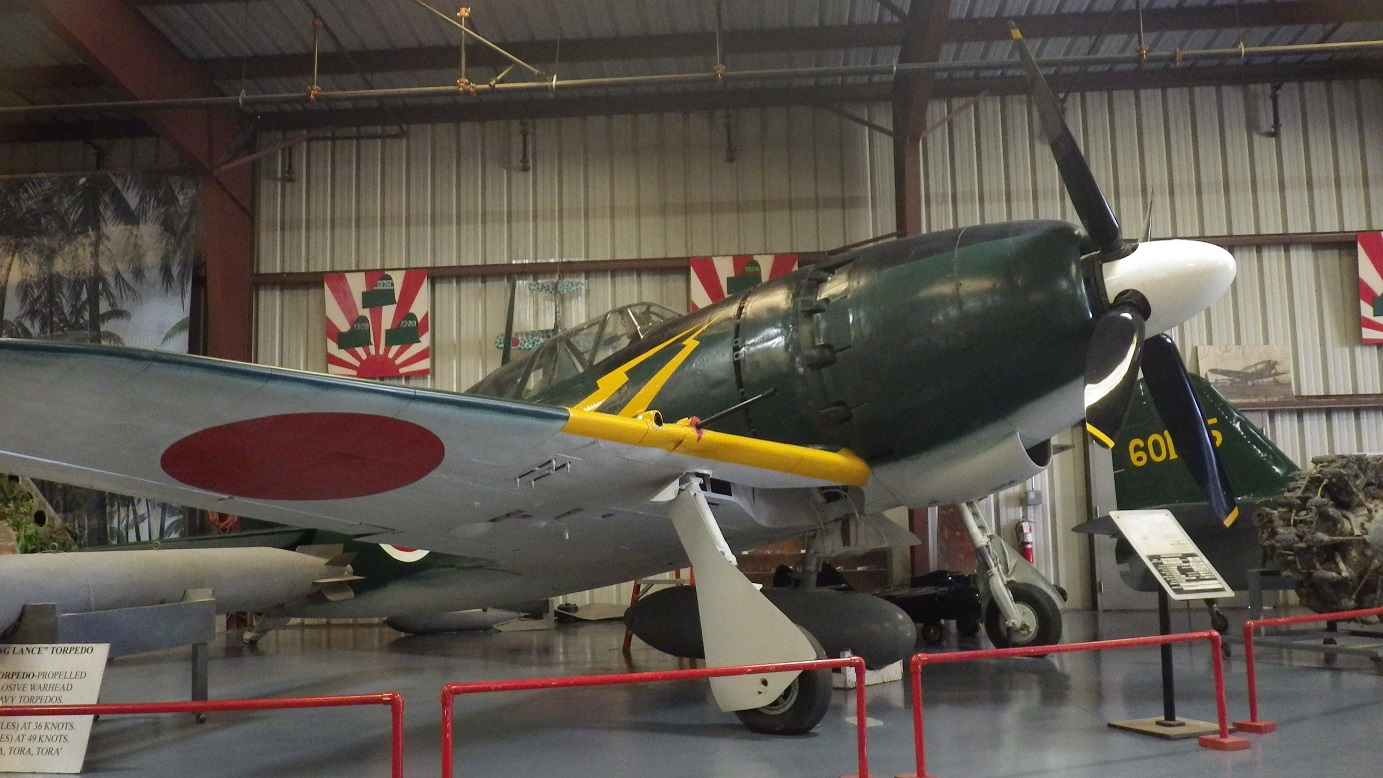
Перехватчик Гром

Концепция И-2 была схожа с береговым перехватчиком ВМС Гром: веретенообразный фюзеляж с капотом большого диаметра и нагруженным крылом. Преимуществом Грома был мощный двигатель и ВИШ большого диаметра, И-2 имел меньшую  массу и лобовую проекцию. Аэродинамической идеей И-2 была курсовая устойчивость, для чего был спроектирован значительно сдвинутый назад стабилизатор. Устойчивость дала возможность использовать на машине тяжёлое вооружение с сильной отдачей, что далее было использовано в компоновке И-4. Проблему первых серий составляла аэродинамическая тень тяжёлого капота, на взлёте закрывавшая низкий вытянутый стабилизатор. В связи с курсовой неустойчивостью на взлёте в лётных школах первые машины получили нелестную репутацию «бешеной лошади». На второй модификации проблема была решена доводкой стабилизатора по высоте.

### Центроплан
Лётчикам-испытателям завода Накадзима удалось установить, что коробчатое крыло двухложеронной конструкции выдерживает скорости пикирования до 850 км/ч. Из-за малой изученности аэродинамических особенностей пикирования на высоких скоростях, в строевых частях скорость пикирования была ограничена до 650 км/ч, как на лёгком И-1. Заводские испытатели высказывали уверенное мнение, что на пикировании конструкция перехватчика выдерживает более 12G, в то время как более лёгкий одномоторный Ме-109 в пикировании испытывал не более 11G. В боевых условиях при пикировании на скоростях до 800 км/ч не наблюдалось повреждений обшивки или коробления набора крыла. Крыло представляло укороченное от И-97 с низкой скоростью срыва. Для увеличения подъемной силы короткого крыла конструкторы спроектировали вариант закрылка Фаулера (бабочкино крыло), однако в скоротечном бою у лётчиков не было времени на манипулирование закрылками. На поздних сериях истребителя от бабочкиного крыла отказались. Маломаневренный по меркам Императорской Японии И-2 не уступал в маневренности основным истребителям противника. Из-за недостатка мощности атмосферного Д-41, вторая модификация получила турбированный Д-109 (1,5 тыс. л.с). В роте МТО ИАЭ №47 (капитан М. Кария) имелись жалобы на трудоемкость ремонта компрессора в полевых условиях, и часть машин далее получила атмосферный Д-145.

### Вооружение
Первая модификация имела внешний телескопический прицел, вторая комплектовалась кабинным коллиматором. Маслорадиатор первой модификации размещался в медном кольце (как на И-97 и И-1), на второй под капотом снаружи. Вооружение включало синхронизированную пару АП-89 (Виккерс-Арисака 7,7 мм) и крупнокалиберных АП-1 (Браунинг под пушечный патрон 20 мм). Вторая модификация получила синхронизированные АП-1 пулемёты и крыльевые безоткатные АП-301 40 мм. Безоткатные орудия не оправдали себя из-за низких показателей дальности и кучности огня и в основной серии было принято единое вооружение из 4 крупнокалиберных пулемётов.

## Модификации
С 1942 г. И-2 принят на вооружение Сухопутных войск. До 1944 гг. построено 1,2 тыс. машин.

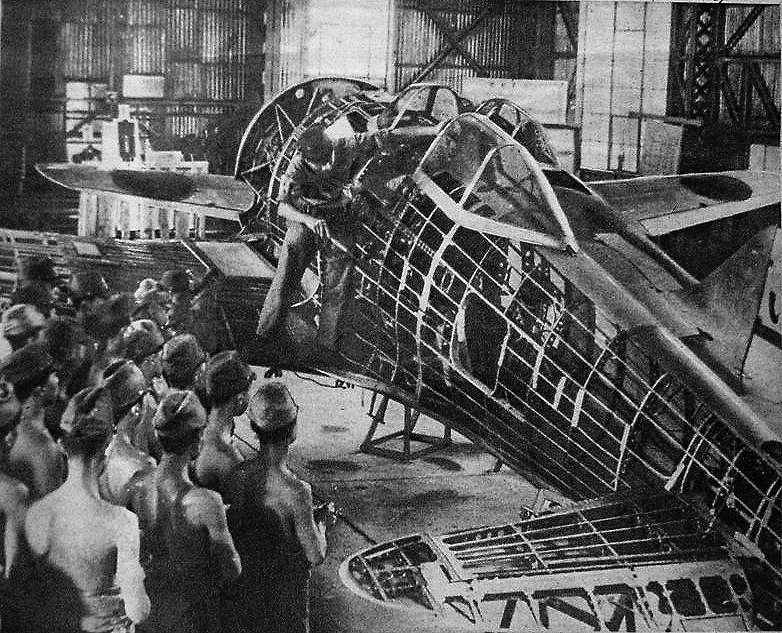
И-2 училища авиатехников Токородзава
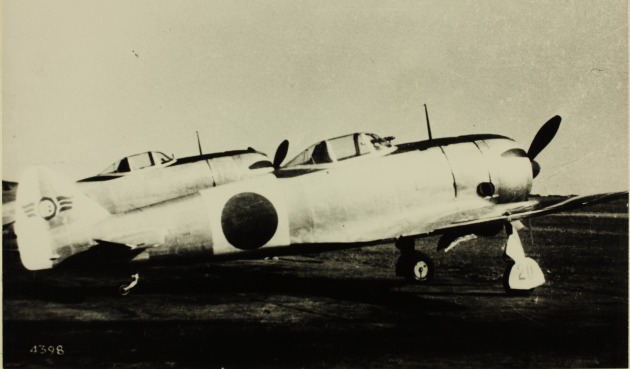
И-2 летного училища Акэно
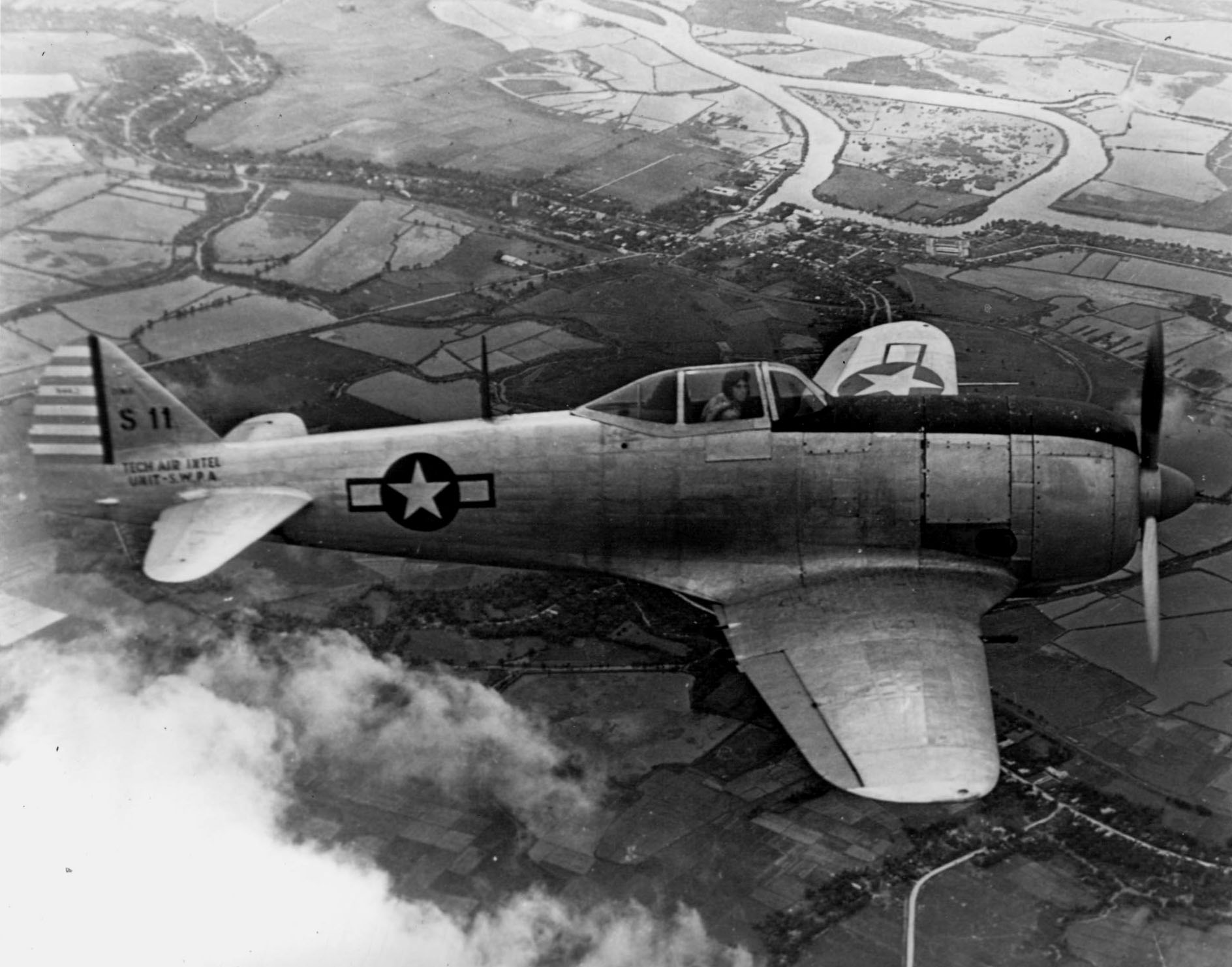
Трофейный И-2 ВВС США

### Серийные

#### Первая
- Основная с Д-115, синхронизированной парой АП-89 и крыльевой парой АП-1
- Поздняя с усиленным шасси и пилонами (пара ОФАБ-100 /ПТБ (130 л)

#### Вторая
- Ранняя с турбированным Д-109 и увеличенным запасом топлива
- Средняя с синхронизированной парой АП-1 и крыльевой парой АП-301, протектированными баками, бронеспинкой и коллиматором
- Поздняя с пулемётным вооружением

### Опытные
- опытная восьмерка с турбированным Д-109
- опытная машина с Д-145 (2 тыс. л. с.), увеличенным крылом, парой АП-2 и АП-203 (37 мм)

## Характеристики
| И-2                                   |                                |
|                                       | Вторая модификация             |
| Характеристики                        |                                |
| Технические                           |                                |
| Экипаж                                | 1 чел.                         |
| Длина                                 | 8,9 м                          |
| Размах (площадь) крыла                | 9,5 м (15,7 м²)                |
| Высота                                | 3,1 м                          |
| Взлётная масса                        | 2,8 т                          |
| Силовая установка                     |                                |
| Двигатель                             | Д-109                          |
| Рабочий объём (мощность)              | 36 л (1520 л. с.)              |
| Тяговооружённость                     | 0,5 л. с./кг                   |
| Лётные                                |                                |
| Скорость (максимальная) (крейсерская) | 612 км/ч (400 км/ч)            |
| Скороподъёмность                      | 21 м/с (2 км)                  |
| Нагрузка на крыло                     | 176 кг/м²                      |
| Дальность                             | 1700 км                        |
| Потолок                               | 11,2 км                        |
| Вооружение                            |                                |
| Стрелковое                            | крыльевое 4 ед. АП-1 (12,7 мм) |
| Подвесное                             |                                |

## Боевое применение

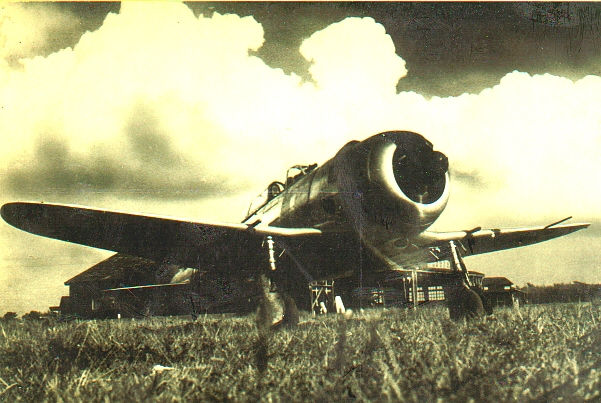
И-2 на военном аэродроме (в/ч Фусса ) (1943 г.)
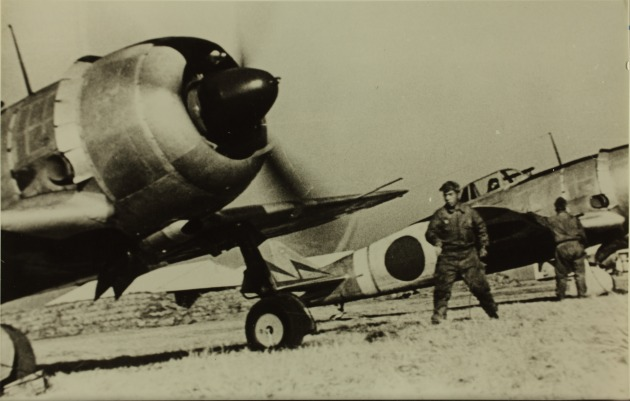
Машина ИАЭ №47
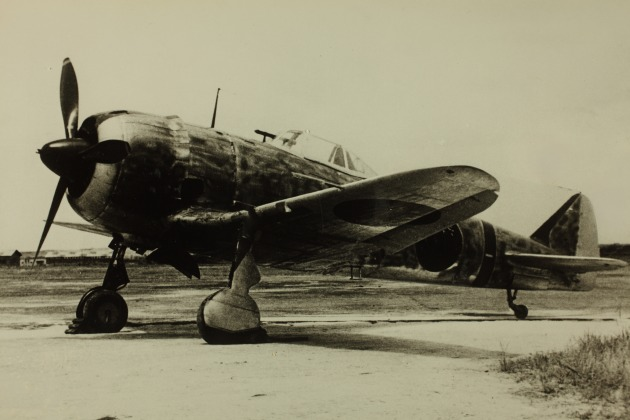
Машина ИАЭ №85
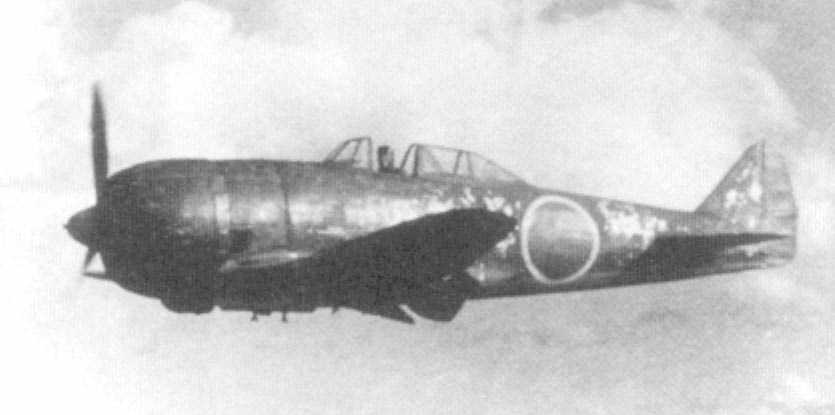
Поздняя вторая модификация

### ОР № 47 (ИАЭ № 47)авиацииСухопутных войск
Для строевых испытаний перехватчика в ноябре 1941 г. была сформирована отдельная рота № 47 армейской авиации  (яп.  Дайённана докурицу хикотютай) с позывным Зимородок  (яп.  Кавасэми-бутай). Рота была укомплектована только опытным офицерским составом. В состав ОР№ 47 передали десять предсерийных машин, которые в конце ноября 1941 г. морским путём были переброшены в Южный Китай.
В декабре 1941 г. ОР№ 47 участвовала в обеспечении ввода войск во Вьетнам и принимала участие в боевых действиях в Бирме и вылетах на Сингапур. В небе над Сингапуром состоялся первый воздушный бой, где капитан (впоследствии генерал-майор ВВС Самообороны) Я. Куроэ сбил Буффало ВВС Австралии. Капитан Я. Куроэ и погибший в составе роты майор С. Дзимбо отмечали высокую скороподъемность и скорость пикирования И-2. В боях стало очевидным, что при превосходстве в скорости маневренность отходит на второй план. Недостатком стал большой расход топлива, что не позволило ОР№ 47 взаимодействовать с ИАЭ № 64 и № 59 наИ-1.
Строевой состав относился к машине неодобрительно. Переход с маневренных И-97 на тяжёлые И-2 оказался непростым и опасным. Непривычными были высокая взлетно-посадочная скорость и склонность к срыву в вираже. Лётчики отмечали отличное пикирование и устойчивость при стрельбе. По мере внедрения отношение постепенно менялось. Быстрее, чем ветераны, машину осваивали молодые лётчики из авиашкол. Штабы продолжали сомневаться относительно целесообразности тяжёлого перехватчика, и было заказано ещё 40 машин для расширенных войсковых испытаний.
Весной 1942 г. ОР №47 получила серийные машины второй модификации и была развернута в ИАЭ №47 ПВО. Далее И-2 получили ИАЭ №9, №29, №70, №85, №87 и №33 (Китай), №104 (Маньчжурия) и №246 (о. Тайвань). С лета 1943 г. маньчжурские авиабригады и эскадрильи действовали в Китае (ИАЭ №85) и на Суматре (ИАЭ №87). В конце 1944 г. ИАЭ №246 и №29 обеспечивали ПВО арх. Филиппин (аэродромы Кларк-Николс), показв превосходство над Р-40, но полностью проигрывая Р-51.

### ПВО метрополии
Весной 1945 г. в Сухопутных войсках Императорской Японии насчитывалось около ста тридцати И-2, но производство было прекращено, и перехватчики несли значительные потери в боях. ИАЭ №246 и №29 были уничтожены на Филиппинах (часть летного состава удалось эвакуировать). В Маньчжурии ИАЭ №70 прикрывала стратегический горнорудный комбинат. В ИАЭ №47 ПВО метрополии была сформирована таранная рота Гром  (яп.  Синтэн) Против бомбардировщиков США лётчики применяли метод пушечных и бомбовых атак по строю бомбардировщиков с пикирования. Более результативными оказались пушечные атаки бомбардировщиков свечой снизу-спереди после разгона на пикировании. В ноябре 1944 г. над Токио ИАЭ №47 уничтожила пятёрку и повредила девятку B-29 (один сбит тараном капрала С. Миды). После капитуляции несколько десятков И-2 достались Сухопутным войскам Гоминьдана (6-й ИБАП). В ВВС НОАК также имелись трофейные И-2, применявшиеся в качестве учебно-боевых.

## Оценка проекта
И-2  заслужил неоднозначную оценку из-за строгости пилотирования, но стал важным шагом в эволюции истребительной авиации и сыграл заметную роль в войне на Тихом океане. На нем летало целое поколение лётчиков Сухопутных войск Императорской Японии, добившихся многочисленных побед. Качества перехватчика ПВО были востребованы лишь в конце войны, когда высокие для начала войны лётные характеристики машины были уже недостаточными. Спроектированный, как перехватчик B-17 и В-24, И-2 не имел возможностей эффективно противостоять стратегическим В-29. В последний год войны И-2 пришлось встретиться с новейшими истребителями США: от палубного F6F И-2 отрывался набором высоты, уступая в разгоне и манёвренности, новейшему Р-51 с двигателем Роллс-Ройс И-2 проигрывал на всех режимах.